# Praga 13
Praga 13 é um bairro municipal que compreende uma porção extensa do Katastralgemeinde chamado Stodůlky, assim como outras subdivisões territoriais como Jinonice, Třebonice e Řeporyje. Esta situado no distrito urbano de Praga 5, mais precisamente, ao sudoeste da cidade, perto da saída de auto-estrada D5. A maior parte da cidade é constituida pelo bairro residencial Jihozápadní Město.

## O distrito administrativo Praga 13
O ofício do bairro municipal Praga 13 ocupa-se também do desempenho da atividade estendida da administração estatal que inclui a zona do distrito urbano Praga-Řeporyje.

## História
A cidade de Praga é composta pelo território de esse bairro municipal a partir do ano 1974. Geográficamente, trata-se de uma protuberância entre os vales de Motolské, Prokopské e Daleiské, dividida ao redor do manancial do Arroio Procopiano. As aldeias e municípios anteriores como Stodůlky, Velká Ohrada, Malá Ohrada e Třebonice formaram durante muito tempo a unidade autogestionária no âmbito do distrito municipal de Praga 5 sob o nome de Stodůlky. Hoje em dia trata-se de uma parte urbana autónoma de Praga 13. As zonas protegidos dos vales Prokopské e Daleiské fazem desse território um lugar interessante do ponto de vista geográfico. Uma parte do vale Prokopské é constituida por um vulcão submarino do Paleozoico.
A localidade atual de Praga 13 fou habitada pelos homens ums 20 000 anos atrás, na época do último período glacial. Os últimos achados arqueológicos, encontrados na Caverna de São Procópio evidenciam a presença humana neste território. Em nossos dias já sabemos houve uma povoação densa. Isso era comprovado pelos resultados da investigação arqueológica, empreendida entre os anos 1978 e 1987, durante a construção de um bairro residencial. Além disso, a investigação arqueológica revelou também que no sítio, onde esta situada a parte urbana Nové Butovice, encontravam-se no passado umas 65 tumbas, o que faz deste lugar o quarto cemitério mais grande na Európa. O cemitério da cultura de Unetice forneceu vários achados de joias de bronze tais como brincos, agulhas, pulseiras, machados de guerra e facas com lâminas triangulares.
Praga 13 creceu no lugar, onde anteriormente eram localizadas muitas aldeias e assentamentos antigos como, por exemplo, Nové Butovice, Stodůlky, Lužiny, Velká Ohrada, Malá Ohrada e Třebonice.

## A época contemporánea

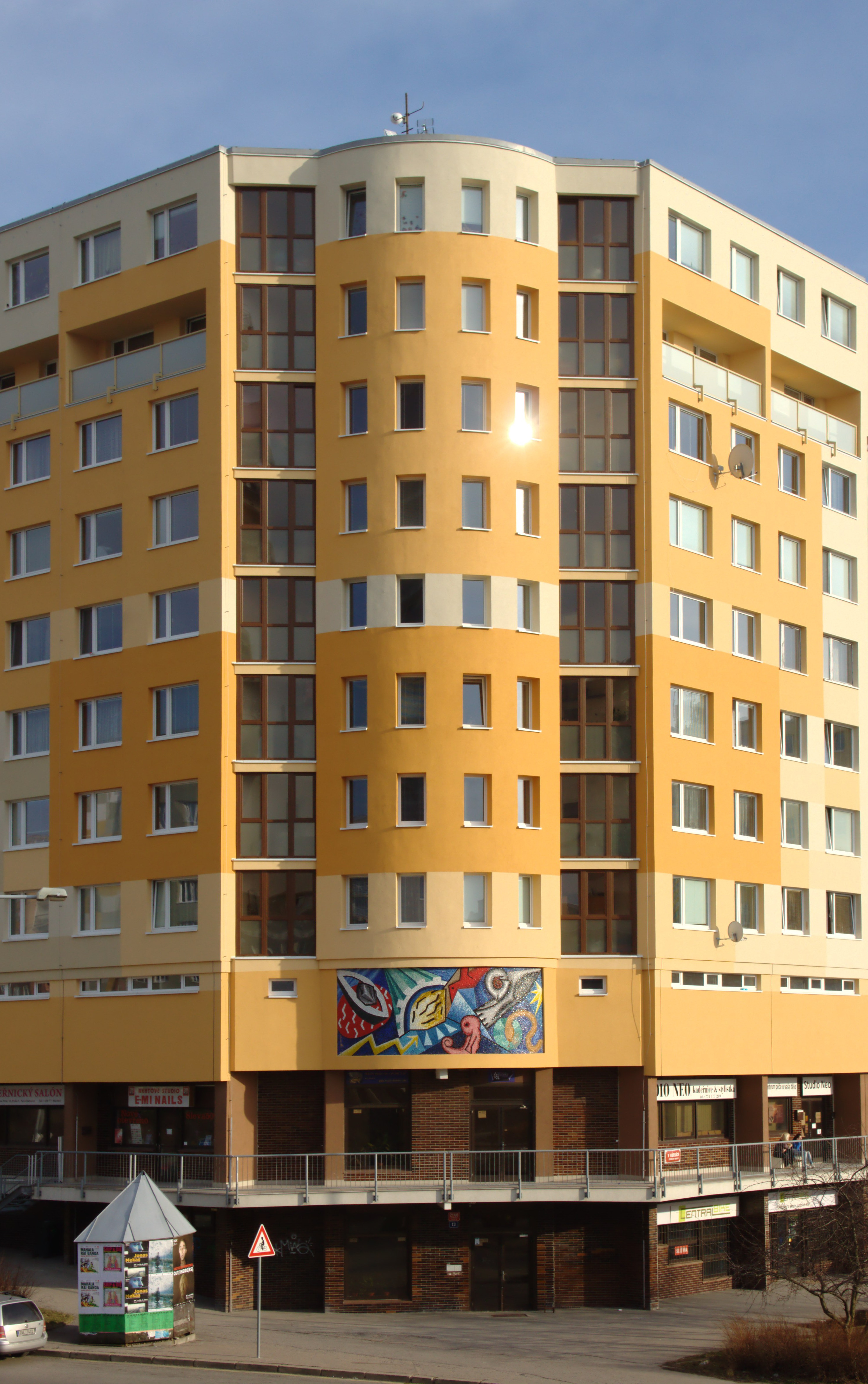
Bairro residencial de Praga 13

O desenvolvimento de Praga 13 começou simultaneamente com a construção da linha do metro B no ano 1994 e continua crescendo com muita velocidade. É graças à sua posição nas proximidades do centro urbano que diversos estabelecimentos de tipo comercial, hipermercados e centros comerciais se constroem justamente aqui. Além disso, é aqui que aparecem novos edifícios administrativos também.
A partir do ano 2008 se prolonga a construção de um novo bairro municipal, chamado Západní Město, nas localidades Stodůlky e Třebonice ao oeste da estações do metro Stodůlky.
Na gíria local, esse distrito de Praga é conhecido às vezes como "A cidade, onde o sol se vai deitar".